# Região Geográfica Intermediária de Macaé-Rio das Ostras-Cabo Frio
A Região Geográfica Intermediária de Macaé-Rio das Ostras-Cabo Frio é uma das cinco regiões intermediárias do estado brasileiro do Rio de Janeiro e uma das 134 regiões intermediárias do Brasil, criadas pelo Instituto Brasileiro de Geografia e Estatística (IBGE) em 2017. É composta por 12 municípios, distribuídos em duas regiões geográficas imediatas.
Sua população total estimada pelo Instituto Brasileiro de Geografia e Estatística (IBGE) para 1º de julho de 2018 é de 1 051 175 de habitantes, distribuídos em uma área total de 4 934,841 km².
Macaé é o município mais populoso da região intermediária, com 251 631 habitantes, de acordo com estimativas de 2018 do Instituto Brasileiro de Geografia e Estatística (IBGE).

## Regiões geográficas imediatas
| Região geográfica imediata                         | Municípios                                                                              | População Estimativa 2018 | Área (km²) |
| -------------------------------------------------- | --------------------------------------------------------------------------------------- | ------------------------- | ---------- |
| Região Geográfica Imediata de Cabo Frio            | Araruama Armação dos Búzios Arraial do Cabo Cabo Frio Iguaba Grande São Pedro da Aldeia | 546 911                   | 1 662,980  |
| Região Geográfica Imediata de Macaé-Rio das Ostras | Carapebus Casimiro de Abreu Conceição de Macabu Macaé Quissamã Rio das Ostras           | 504 264                   | 3 271,861  |
| Total                                              | 12                                                                                      | 1 051 175                 | 4 934,841  |